# Волосово
Во́лосово — місто (з 1999 року) у Росії, адміністративний центр Волосовського міського поселення і Волосовського муніципального району Ленінградської області.
Розташоване в центральній частині району за 72 км на південний захід від Санкт-Петербурга.
Чисельність населення на 2007 рік — 11,5 тис. осіб, великий населений пункт Волосовського муніципального району.
Головна вулиця міста — проспект Вінгіссара.

## Назва міста
Назва Волосово, як вважають деякі дослідники, пішло від капища (мольбища) міфічного бога ільменських слов'ян — Волоса (або Велеса) — покровителя скотарства, яке знаходилось тут в язичницький період.

## Історія
Назва зустрічається в Новгородських писарських книгах XVI століття. На картах Інгерманландської губернії 1705 року є населений пункт Волосово. В 1870 була побудована залізниця Санкт-Петербург — Ревель, на якій з'явилася станція Волосово. До кінця XIX століття населений пункт перетворився на дачне селище.
У вересні 1927 року став адміністративним центром Волосовського району. В 1937 році отримав статус селища міського типу.
Під час Німецько-радянської війни було окуповане. У повоєнний час відновлене. З 1963 по 1965 рік входило до складу Кінгісеппського сільського району.
30 березня 1999 року Законодавчими зборами Ленінградської області прийнятий обласний закон № 28-оз «Про віднесення міського поселення Волосово Волосовського району до категорії міст районного підпорядкування». 14 квітня 1999 він був підписаний виконуючим обов'язки губернатора Ленінградської області Валерієм Павловичем Сердюковим. 20 квітня 1999 закон був опублікований у № 43 газети «Вести» і набув чинності. Так Волосово отримало статус міста.